# 李明豫
李明豫（1941年2月—2022年10月18日），女，汉族，上海青浦人，中华人民共和国政治人物，曾任中央国家机关工委副书记，第九、十届全国人大代表、常委会委员。

## 生平
1980年4月加入中国共产党。1990年至2001年，擔任中央国家机关工委副书记。1998年3月，第九届全国人大第一次会议上，她当选为全国人民代表大会常务委员会委员。此外還擔任過中国残疾人联合会副主席、中华全国妇女联合会常委。
2022年10月18日，病逝於北京市，享年81岁。